# يو إف سي على إي إس بي إن: هولواي ضد الزومبي الكوري
يو إف سي على إي إس بي إن: هولواي ضد الزومبي الكوري (بالإنجليزية: UFC on ESPN: Holloway vs. The Korean Zombie)‏ هو حدث لفنون القتال المختلطة ستنظمه يو إف سي، وسيُقام في 26 أغسطس 2023، على ملعب سنغافورة الداخلي في كالانغ، سنغافورة.